# Опах
Опах (њем. Oppach) општина је у њемачкој савезној држави Саксонија. Једно је од 59 општинских средишта округа Герлиц. Према процјени из 2010. у општини је живјело 2.970 становника. Посједује регионалну шифру (AGS) 14626410.

## Географски и демографски подаци
Опах се налази у савезној држави Саксонија у округу Герлиц. Општина се налази на надморској висини од 321 метра. Површина општине износи 8,0 km². У самом мјесту је, према процјени из 2010. године, живјело 2.970 становника. Просјечна густина становништва износи 371 становника/km².